# Le Forçat
Le Forçat est un journal anarchiste publié en juillet 1891 par différents anarchistes parmi lesquels on trouve éventuellement Émile Henry.  Le journal s'interrompt après son deuxième numéro.
Ses responsables, l'administrateur Albin Villeval et l'imprimeur-gérant, Édouard Florès sont condamnés à respectivement six mois et quinze mois de prison ferme en juillet et août 1891 pour « provocation au meurtre et au pillage » et « incitation au meurtre et à l’incendie ».

## Histoire

### Le Forçat
Le journal est fondé en juillet 1891, date à laquelle ses deux pemiers et seuls numéros sont publiés. Les épigraphes du journal sont les suivants : « Ni Dieu, ni Maître, fais ce que veux ! » et « Ne se courber devant aucune autorité, si respectée qu'elle soit ; n'accepter aucun principe, tant qu'il n'est pas établi par la raison. »
Il est envisageable de considérer que la signature E. Henry dans le journal soit celle d'Émile Henry, selon l'historien de la presse anarchiste René Bianco. Des textes de Claude Tillier (1801-1844) ou Joseph Lequinio (1755-1812) y sont aussi republiés,.
Constance Bantman, historienne du mouvement anarchiste entre 1880 et 1930, prend Le Forçat comme un exemple de publications anarchistes de la période qui ont un titre très polémique, ici faisant référence à l'emprisonnement et au bagne,.
L'administrateur du journal, Albin Villeval, est mis en procès dès le mois de juillet 1891 ; et condamné par la cour d'assises de la Seine à six mois de prison pour « provocation au meurtre et au pillage ». De son côté, l'imprimeur-gérant du journal, Édouard Forès, est mis en procès pour les mêmes motifs et condamné à quinze mois de prison pour « incitation au meurtre et à l’incendie ».

## Publications

### Premier numéro (4 juillet 1891) (courtoisie d'Archives anarchistes)
- Aux Camarades par Édouard Forès, expliquant les raisons et motivations derrière la publication du journal
- Petit Conscrit... par Albin Villeval, texte antimilitariste appelant les conscrits à tirer sur les officiers
- Des préjugés reprenant un texte d'un politicien de la Révolution française, Joseph Lequinio
- Le droit à la Révolte, texte poétique soutenant la révolution anarchiste
- Entre purotins par Sérof, récit de la rencontre de 'Polyte' et 'Gugusse', qui discutent de questions anarchistes
- Le militarisme par Claude Tillier, court texte antimilitariste
- Patrie ! par Émile Henry, texte s'opposant au concept de patrie et au patriotisme
- Portrait à la Plume !, polémique envers un responsable politique/financier (?)
- Le Chômage, théorie anarchiste et appelle à 'supprimer les voleurs de miel'
- Forçats, critiques de l'autoritarisme des autres mouvances de gauche et appel à une révolution aussi intérieure
- Nouvelles de l'étranger, actualités sur le mouvement anarchiste en Norvège, Russie et au Chili.
- Les Grèves, actualités des grèves (Rome, Roubaix, Dublin)
- Les Insoumis, chanson anarchiste
- Tribune Libre, tribune laissée aux personnes souhaitant intervenir
- Les Journaux du Peuple, réflexion sur la presse anarchiste et populaire, suggestions de lectures pour Le Père Peinard, La Révolte ou Le Réveil des mineurs
- L’anti-patriote, annonce de fondation du journal anarchiste L'anti-patriote
- Sonnets de la Révolte, chanson anarchiste
- Mots de combat dont un extrait d'Étienne de La Boétie, extraits de textes radicaux
- Le Forçat au Populo, chanson